# Tsundere
Tsundere (ツンデレ) beschrijft een ontwikkelingsproces van een personage in Japanse popcultuur. In eerste instantie is het personage koud en zelfs vijandig tegenover een andere persoon. Na verloop van tijd of in bepaalde omstandigheden toont het personage zijn warmere, vriendelijkere kant. Het eerste deel van het woord tsundere is afgeleid van de term 'tsun tsun (ツンツン)' dat 'in walging afkeren' wil zeggen. Het tweede deel 'dere dere (デレデレ)' betekent 'verliefd/aanhankelijk worden'.
De tegenhanger van tsundere wordt 'yandere' genoemd en beschrijft een karakterontwikkeling die van verliefdheid omslaat in een psychotische gewelduitbarsting door de teleurstelling van een niet beantwoorde liefde.